# Precious Adams
Precious Adams és una ballarina de ballet estatunidenca membre de l'English National Ballet des del 2014. Va néixer a Canton (Michigan) a mitjans de la dècada de 1990.

## Formació
Adams es va iniciar en la dansa als set anys, en un estudi de jazz competitiu. No seria fins als nou anys que començaria la seva formació en ballet clàssic amb Sergey Rayevskiy a l'Academy of Russian Classical Ballet de Wixom (Michigan). Als deu anys va assistir a un curs intensiu d'estiu impartit per professionals del Ballet Bolshoi, com Irina Syrova, que li va reconèixer un "talent natural amb potencial" pel ballet. Els estius següents, va assistir a altres cursos impartits per la companyia de l'American Ballet Theatre, amb professors com Kevin Reeder i Franco de Vita, aconseguint, en dues ocasions, la beca Catherine Zeta Jones.
Als onze anys va anar a estudiar a la National Ballet School de Toronto, dirigida pel ballarí canadenc Mavis Staines i després, als catorze anys, va ser escollida per formar-se a The Princess Grace Academy of Classical Dance de Montecarlo sota les ordres de Roland Vogel i Luca Masala.
El 2011, Adams va ser seleccionada per participar en un programa estatal de promoció de llengües estrangeres entre els estudiants estatunidencs gràcies al qual va poder assistir a un curs d'estiu a la Bolshoi Ballet Academy de Moscou impartit en rus. El següent curs escolar s'incorporà a aquesta prestigiosa acadèmia de ballet on va retrobar-se amb Irina Syrova i va formar-se amb professores com Natalia Igoravich Reivich i Marina Leonova. Els estius del 2012 i del 2013 també va assistir als cursos intensius impartits per Edward Ellison.

### Discriminació racial
Durant la seva formació a la Bolshoi Ballet Academy, Precious Adams va haver d'enfrontar-se a la discriminació pel seu color de pell. Sovint era exclosa de determinades actuacions o se li impedia participar en certes audicions per motius ètnics i, fins i tot, va ser objecte de menyspreu per part del professorat que li recomanava que "intentés esborrar el seu negre".

## Trajectòria
L'estiu del 2013 Precious Adams va actuar a la sisena Gala Anual de les Estrelles del Ballet Rus de Michigan i el 2014 va guanyar dos dels prestigiosos Premis de Lausanne. Gràcies a aquest guardó va entrar a l'English National Ballet aquell mateix any, just després de graduar-se a la Bolshoi Ballet Academy. El 2017 va ser promocionada a primera ballarina de la companyia i el 2020 se la va nomenar solista júnior.
El 2017 va participar en l'homenatge a Kenneth MacMillan realitzat per la Royal Opera House interpretant la peça Calliope Rag, del ballet Elite Syncopations - creat per MacMillan el 1974 - juntament amb altres ballarins del Royal Ballet i del Northern Ballet. Altres de les seves interpretacions destacades són: l'Escollida de La consagració de la primavera, en la versió feta per Pina Bausch, la Germanastra Edwina del ballet Cinderella, en la versió de Christopher Wheeldon, i el paper principal de La Sílfide.
El setembre del 2018, Precious Adams va anunciar que ja no actuaria més si l'obligaven a dur mitges de color rosa i que, a partir d'aleshores, només pensava actuar vestint mitges de color marró a joc amb el seu to de pell. Malgrat rebre algunes crítiques dins del món del ballet per la seva decisió, la directora de l'English National Ballet, Tamara Rojo, li va donar ple suport. Aquell mateix any Adams va guanyar el premi d'Artista Emergent dels Premis Nacionals de Dansa del Regne Unit i el 2019 la BBC la va incloure a la seva llista anual de les 100 Dones més inspiradores i influents de l'any.

## Premis i reconeixements
- 2014: Premi de Lausanne[9]
- 2018: Premi d'Artista Emergent dels Premis Nacionals de Dansa del Regne Unit.[1]
- 2019: Llista de les 100 Dones del 2019 de la BBC[15]